# Nadagarodes luxiariata
Nadagarodes luxiariata là một loài bướm đêm trong họ Geometridae.